# 버추얼 인플루언서

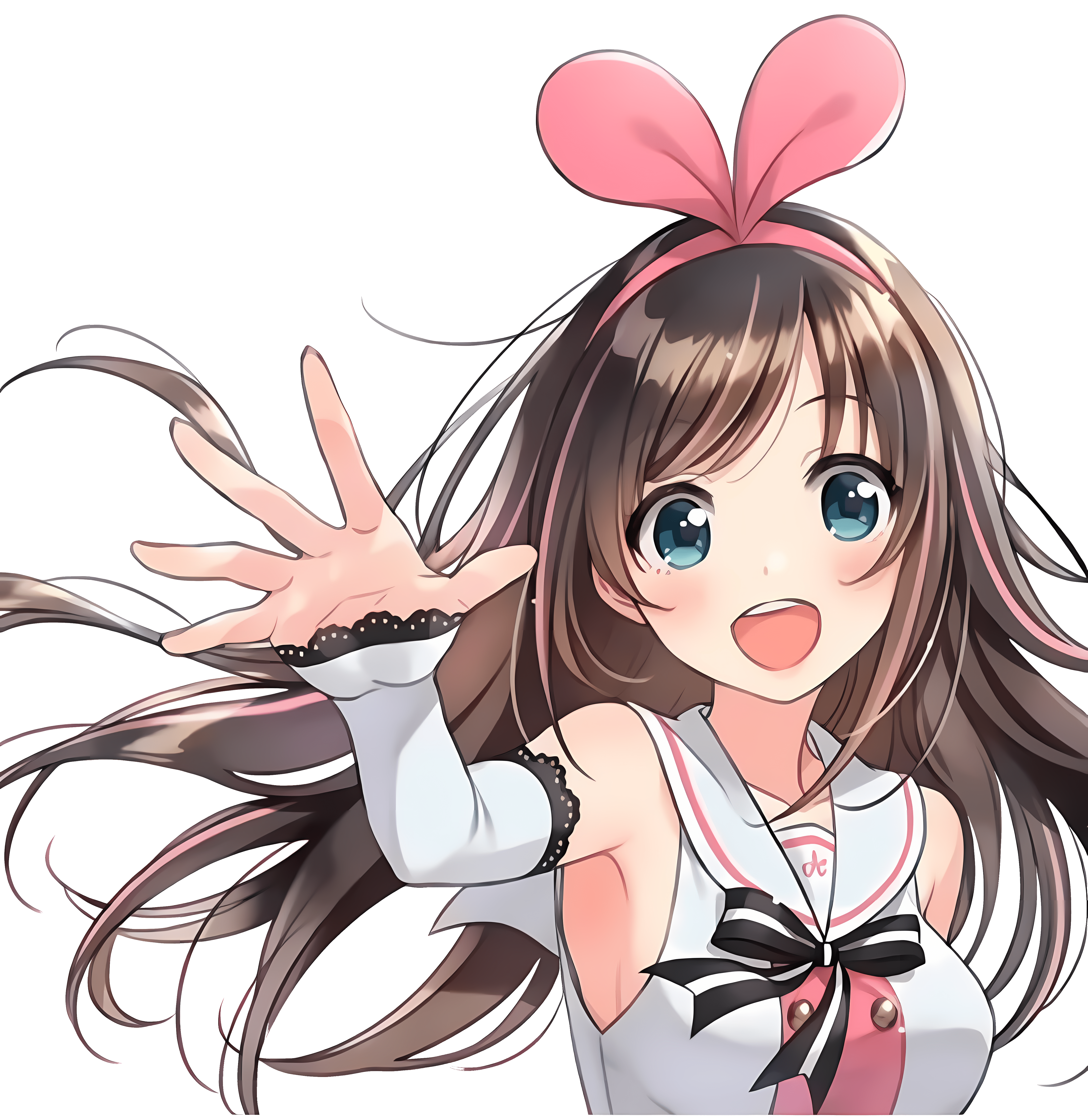
키즈나 아이의 모습. 키즈나 아이는 일본의 버츄얼 유튜브 호스트로, 줄여서 버튜버라고도 한다.

버추얼 인플루언서(영어: Virtual influencer)는 때때로 가상 페르소나 또는 가상 모델로 묘사되기도 하며, 다양한 마케팅 관련 목적으로 사용될 수 있는 컴퓨터 생성 가상 캐릭터이다. 자주 소셜 미디어 마케팅에서 온라인의 인간 인플루언서를 대신하여 사용된다. 대부분의 버추얼 인플루언서는 컴퓨터 그래픽과 모션 캡처 기술을 사용하여 실제 사람과 유사하게 디자인된다. 버추얼 인플루언서의 일반적인 파생어로는 버츄얼 유튜버가 있는데, 이는 가상 아바타를 사용하여 온라인에서 표현하는 온라인 엔터테이너 및 유튜버를 총칭한다.

## 역사
버추얼 인플루언서는 근본적으로 일본의 애니메이션 및 일본 아이돌 문화에서 유래한 버추얼 아이돌과 동의어이며, 이는 1980년대로 거슬러 올라간다. 최초의 버추얼 아이돌은 애니메이션 TV 시리즈인 초시공요새 마크로스와 애니메이션 영화 각색판인 초시공요새 마크로스: 사랑, 기억하고 있습니까의 가상 가수이자 주인공인 링 밍메이였다. 링 밍메이의 성공은 일본의 사이버펑크 애니메이션 메가존 23의 이브(EVE), 마크로스 플러스의 샤론 애플과 같은 더 많은 일본 버추얼 아이돌의 제작으로 이어졌다. 버추얼 아이돌이 항상 잘 받아들여진 것은 아니었다. 1995년, 호리프로는 마크로스 프랜차이즈와 두근두근 메모리얼과 같은 연애 시뮬레이션 게임에서 영감을 받아 다테 쿄코를 만들었다. 다테는 CGI 아이돌로서의 데뷔로 헤드라인을 장식했음에도 불구하고, 부자연스러운 움직임과 같은 기술적 한계로 인해 상업적 성공을 거두지 못했으며, 이는 불쾌한 골짜기로도 알려진 문제이다.
시작 이래로, 많은 버추얼 아이돌이 지속적인 성공을 거두었으며, 주목할 만한 이름으로는 보컬로이드 가수 하츠네 미쿠와 버츄얼 유튜버 키즈나 아이가 있다. 기술 발전 또한 제작팀이 인공지능과 고급 기술을 사용하여 버추얼 아이돌의 성격과 행동을 맞춤 설정할 수 있게 하였다.

## 장점
브랜딩 관점에서 볼 때, 버추얼 인플루언서는 스캔들에 휩싸일 가능성이 훨씬 적다. 중국에서는 가수 왕리훙과 연예인 우이판과 같이 부정적인 평판에 휘말린 유명인들이 버추얼 인플루언서의 매력을 높였다. 이는 버추얼 인플루언서의 존재가 전적으로 컴퓨터 생성 이미지에 의존하며, 따라서 연관성으로 인해 브랜드 이미지에 손상을 입힐 가능성이 적기 때문이다. 한 연구에 따르면, 버추얼 인플루언서의 인간과 유사한 외모가 애니메이션과 유사한 버추얼 인플루언서보다 메시지 신뢰성이 더 높음을 보여준다.

## 주요 사례

### 버추얼 밴드
- 이터니티 - 펄스나인이 결성한 대한민국의 가상 아이돌 그룹.
- 고릴라즈 - 1998년에 결성된 가상 밴드.
- K/DA - 리그 오브 레전드 비디오 게임 프랜차이즈의 일부로 만들어진 가상 K-팝 걸그룹.[15]
- MAVE: - 2023년 메타버스 엔터테인먼트가 결성한 대한민국의 가상 걸그룹.
- 펜타킬 - 리그 오브 레전드 비디오 게임 프랜차이즈의 일부로 만들어진 가상 헤비메탈 밴드.
- 플레이브 - 브이래스트가 결성한 대한민국의 버추얼 보이그룹.
- 스플래툰 시리즈의 일부인 오징어 시스터즈와 참치마요 - 두 개의 가상 팝 아이돌 듀오.
- 스튜디오 킬러즈 - 2011년에 결성된 핀란드-덴마크-영국 가상 밴드.

### 보컬로이드
- 하츠네 미쿠 (후지타 사키를 모델로 함)
- 카가미네 린·렌 (시모다 아사미를 모델로 함)
- 메구리네 루카 (아사카와 유를 모델로 함)
- MEIKO (메이코 하이코를 모델로 함)
- KAITO (후가 나오토를 모델로 함)

### 버츄얼 유튜버
- 카노 (가수)
- 키즈나 아이
- 뉴로사마
- VShojo
  - 아이언마우스
  - 프로젝트 멜로디
- 니지산지
- 홀로라이브
  - 아카이 하아토
  - 가우르 구라
  - 호시마치 스이세이
  - 나츠이로 마츠리

### 기타 사례
- 아미 야마토
- 크레이지 프로그
- FN 메카
- IA -ARIA ON THE PLANETES-
- 쿠키 AI
- 다테 쿄코
- 카이라
- 미케라
- Naevis
- 슈두 그램

## 같이 보기
- 아바타
- 컴퓨터 생성 이미지
- 불쾌한 골짜기
- 가상 밴드
- 가상 인간